# 3174 Alcock
3174 Alcock (1984 UV) là một tiểu hành tinh vành đai chính được phát hiện ngày 16 tháng 10 năm 1984 bởi Bowell, E. ở Flagstaff (AM).